# Кузнецов, Александр Игоревич (хоккеист)
Алекса́ндр И́горевич Кузнецо́в (род. 11 марта 1992 года) — российский хоккеист, центральный нападающий.

## Карьера
Начал играть в хоккей в детской команде «Радуга» (Москва). Первым профессиональным клубом был «Красная Армия» из МХЛ. В 57 играх сезона 2009/10 забил 10 шайб и сделал 18 результативных передач. Начиная с сезона 2010/11 - игрок мытищинских «Атлантов» из МХЛ. За три сезона в 165 играх  набрал 35+52 очка по системе гол+пас.
В сезоне 2013/14 был заявлен за владивостокский «Адмирал», дебютирующий в КХЛ.

## Статистика
| Легенда | Легенда                    | Легенда | Легенда                   | Легенда | Легенда    |
| ------- | -------------------------- | ------- | ------------------------- | ------- | ---------- |
| И       | Количество проведённых игр | Штр     | Штрафное время            | +/−     | Плюс-минус |
| Г       | Голы                       | П       | Голевые передачи          | О       | Очки       |
| -       | Статистика неизвестна      | —       | Статистика не учитывалась |         |            |